# Udías
Udías település Spanyolországban, Kantábria autonóm közösségben. Udías Comillas, Alfoz de Lloredo, Cabezón de la Sal és Valdáliga községekkel határos. Lakosainak száma 946 fő (2024).

## Népesség
A település népessége az elmúlt években az alábbi módon változott:
| Lakosok száma | 834  | 828  | 840  | 855  | 852  | 885  | 903  | 934  | 951  | 946  |
|               | 2001 | 2004 | 2007 | 2009 | 2012 | 2014 | 2017 | 2019 | 2022 | 2024 |